# Hiroki Kōsai
| Odkryte planetoidy: 93  | Odkryte planetoidy: 93 |
| ----------------------- | ---------------------- |
| (2271) Kiso             | 22 października 1976   |
| (2330) Ontake           | 18 lutego 1977         |
| (2470) Agematsu         | 22 października 1976   |
| (2924) Mitake-mura      | 18 lutego 1977         |
| (2960) Ohtaki           | 18 lutego 1977         |
| (3111) Misuzu           | 19 lutego 1977         |
| (3249) Musashino        | 18 lutego 1977         |
| (3291) Dunlap           | 14 listopada 1982      |
| (3319) Kibi             | 12 marca 1977          |
| (3320) Namba            | 14 listopada 1982      |
| (3391) Sinon            | 18 lutego 1977         |
| (3392) Setouchi         | 17 grudnia 1979        |
| (3607) Naniwa           | 18 lutego 1977         |
| (3878) Jyoumon          | 14 listopada 1982      |
| (4072) Yayoi            | 30 października 1981   |
| (4077) Asuka            | 13 grudnia 1982        |
| (4186) Tamashima        | 18 lutego 1977         |
| (4272) Entsuji          | 12 marca 1977          |
| (4526) Konko            | 22 maja 1982           |
| (4812) Hakuhou          | 18 lutego 1977         |
| (4855) Tenpyou          | 14 listopada 1982      |
| (4890) Shikanosima      | 14 listopada 1982      |
| (4929) Yamatai          | 13 grudnia 1982        |
| (4963) Kanroku          | 18 lutego 1977         |
| (5017) Tenchi           | 18 lutego 1977         |
| (5018) Tenmu            | 19 lutego 1977         |
| (5082) Nihonsyoki       | 18 lutego 1977         |
| (5454) Kojiki           | 12 marca 1977          |
| (5466) Makibi           | 30 listopada 1986      |
| (5541) Seimei           | 22 października 1976   |
| (6031) Ryokan           | 26 stycznia 1982       |
| (6218) Mizushima        | 12 marca 1977          |
| (6818) Sessyu           | 11 marca 1983          |
| (6846) Kansazan         | 22 października 1976   |
| (7104) Manyousyu        | 18 lutego 1977         |
| (7105) Yousyozan        | 18 lutego 1977         |
| (7562) Kagiroino-Oka    | 30 listopada 1986      |
| (7627) Wakenokiyomaro   | 18 lutego 1977         |
| (7634) Shizutani-Kou    | 14 listopada 1982      |
| (7991) Kaguyahime       | 30 października 1981   |
| (8133) Takanochoei      | 18 lutego 1977         |
| (8144) Hiragagennai     | 14 listopada 1982      |
| (9147) Kourakuen        | 18 lutego 1977         |
| (9153) Chikurinji       | 30 października 1981   |
| (9293) Kamogata         | 13 grudnia 1982        |
| (9719) Yakage           | 18 lutego 1977         |
| (10006) Sessai          | 22 października 1976   |
| (10008) Raisanyo        | 18 lutego 1977         |
| (10009) Hirosetanso     | 12 marca 1977          |
| (10453) Banzan          | 18 lutego 1977         |
| (11254) Konkohekisui    | 18 lutego 1977         |
| (11255) Fujiiekio       | 18 lutego 1977         |
| (11442) Seijin-Sanso    | 22 października 1976   |
| (11827) Wasyuzan        | 14 listopada 1982      |
| (12186) Mitukurigen     | 12 marca 1977          |
| (12221) Ogatakoan       | 14 listopada 1982      |
| (12682) Kawada          | 14 listopada 1982      |
| (14313) Dodaira         | 22 października 1976   |
| (14314) Tokigawa        | 18 lutego 1977         |
| (14315) Ogawamachi      | 12 marca 1977          |
| (14316) Higashichichibu | 12 marca 1977          |
| (14338) Shibakoukan     | 14 listopada 1982      |
| (14795) Syoyou          | 12 marca 1977          |
| (14820) Aizuyaichi      | 14 listopada 1982      |
| (14821) Motaeno         | 14 listopada 1982      |
| (15202) Yamada-Houkoku  | 12 marca 1977          |
| (15671) Suzannedébarbat | 12 marca 1977          |
| (15672) Sato-Norio      | 12 marca 1977          |
| (16357) Risanpei        | 22 października 1976   |
| (18289) Yokoyamakoichi  | 22 października 1976   |
| (18290) Sumiyoshi       | 18 lutego 1977         |
| (18291) Wani            | 18 lutego 1977         |
| (18322) Korokan         | 14 listopada 1982      |
| (19083) Mizuki          | 18 lutego 1977         |
| (19917) Dazaifu         | 12 marca 1977          |
| (19953) Takeo           | 14 listopada 1982      |
| (19954) Shigeyoshi      | 14 listopada 1982      |
| (20962) Michizane       | 12 marca 1977          |
| (22277) Hirado          | 14 listopada 1982      |
| (24640) Omiwa           | 13 grudnia 1982        |
| (26794) Yukioniimi      | 18 lutego 1977         |
| (26806) Kushiike        | 22 maja 1982           |
| (26808) 1982 VB4        | 14 listopada 1982      |
| (34995) Dainihonshi     | 18 lutego 1977         |
| (34996) Mitokoumon      | 18 lutego 1977         |
| (37529) 1977 EL8        | 12 marca 1977          |
| (43753) 1982 VN3        | 14 listopada 1982      |
| (48408) 1982 VN2        | 14 listopada 1982      |
| (52260) Ureshino        | 22 maja 1982           |
| (52261) Izumishikibu    | 14 listopada 1982      |
| (65635) 1977 EA8        | 12 marca 1977          |
| (73639) 1977 EL7        | 12 marca 1977          |
| (164616) 1986 WV8       | 30 listopada 1986      |
| 1. 2.                   |                        |

Hiroki Kōsai (jap. 香西洋樹 Kōsai Hiroki; ur. 8 lutego 1933) – japoński astronom. Odkrył 92 planetoidy wspólnie z Kiichirō Furukawą oraz 1 z Goro Sasakim. Był także współodkrywcą komety D/1977 C1 (Skiff-Kosai) (inna nazwa: 1976 XVI).
Nazwiskiem Hirokiego Kōsai nazwano planetoidę (3370) Kohsai.